# Real Time with Bill Maher
Real Time with Bill Maher ist eine US-amerikanische Talkshow, die wöchentlich auf dem Bezahlsender HBO ausgestrahlt wird. Gastgeber ist der Komiker und Moderator Bill Maher. Die Sendung wurde bis Ende der zehnten Staffel vor Studiopublikum im Studio 33 der CBS Television City in Los Angeles Live aufgezeichnet, die elfte Staffel ist erstmals live.

## Vorgänger
Bill Maher hatte mit Politically Incorrect eine ähnliche Show auf ABC. Diese Sendung wurde jedoch wegen eines Eklats eingestellt. In einer Reaktion auf Präsident Bush, der die Terroristen der Anschläge vom 11. September 2001 als Feiglinge bezeichnet hatte, hatte Maher erklärt: „Wir waren die Feiglinge, die Cruise Missiles aus 2.000 Meilen Entfernung abgeschossen haben. Das ist feige. In dem Flugzeug zu bleiben, bis es in das Gebäude einschlägt, wie man das auch immer sieht, ist jedenfalls nicht feige.“ „We have been the cowards, lobbing cruise missiles from 2,000 miles away. That’s cowardly. Staying in the airplane when it hits the building, say what you want about it, it’s not cowardly.“ Nachdem Maher merkte, dass dieser Satz kurz nach den Ereignissen vom 11. September als Verharmlosung des Anschlags missverstanden wurde, entschuldigte er sich dafür. Die Sendung wurde dennoch wenig später abgesetzt. Bill Maher wechselte daraufhin zu HBO.

## Die Sendung
Die Sendung beginnt mit (zumeist politischer) Stand-up-Comedy von Maher. Daran schließt sich ein Interview mit einer bekannten Persönlichkeit zu einem kontroversen Thema an. Im Anschluss werden das angesprochene und weitere Themen in einer Diskussionsrunde besprochen.
Die Diskussionsrunde besteht üblicherweise aus einem eher demokratisch gesinnten Kommentator oder Politiker, einem eher republikanisch gesinnten Kommentator oder Politiker und einem oder zwei „dritten Personen“ die als Schauspieler, Comedian oder auf andere Art bekannt sind. Durch diese Besetzung stammen die Gäste aus allen politischen Spektren, so dass immer auch eine Gegenmeinung vertreten ist. Die Sendung endet mit der Einspielung der New Rules, einer humoristischen Kommentierung aktueller Ereignisse.

## Eklats
Am 12. Mai 2006 kam es während der Livesendung zu erheblichen Störungen, als Verschwörungstheoretiker zu den Vorgängen am 11. September die Talkgäste und den Gastgeber lautstark ausbuhten und gewaltsam aus dem Studio entfernt werden mussten. Trotz des Vorgangs bekräftigte Maher auch in späteren Sendungen, dass die Vorgänge am 11. September mit Präsident George W. Bush nichts zu tun haben konnten, da diese ein großes Maß an Planung erforderten und tatsächlich erfolgreich durchgeführt wurden.
Zu einem weiteren Eklat kam es beinahe, nachdem Maher angekündigt hatte, die (nach eigener Beschreibung) konservative Polemikerin Ann Coulter für ein Interview zu ihrem neuen Buch „How to Talk to a Liberal (If You Must)“ live ins Studio zu schalten, woraufhin der eher linke Komiker Richard Belzer mit dem Vorwurf, diese sei eine „Faschistin“, aus Protest das Studio verlassen wollte und nur mit Mühe davon abzuhalten war.
In einer Diskussionsrunde über die umstrittene Freigabe von Marihuana in Kalifornien (California Proposition 19), zog sich plötzlich Zach Galifianakis einen Joint aus der Tasche und rauchte ihn während der Live-Sendung. Bill Maher bestritt später, dass der „Joint“ tatsächlich Marihuana enthielt.

## Politische Agenda
Maher unterstützte bei der Präsidentschaftswahl 2004 John Kerry. Bei der Präsidentschaftswahl 2008 erklärte er seine Unterstützung für Barack Obama, äußerte sich jedoch ebenfalls positiv über den republikanischen Abgeordneten Ron Paul. Maher ist ein scharfer Kritiker des Irakkriegs und der Politik von George W. Bush. Weitere wiederkehrende Themen der Sendung sind die globale Erwärmung, Mahers skeptische Haltung gegenüber Religion sowie die – seines Dafürhaltens gesundheitsschädliche – Politik der Nahrungsmittelindustrie und die Liberalisierung der Drogenpolitik, insbesondere die Freigabe von Cannabis.